# Тассотти, Мауро
Ма́уро Тассо́тти (итал. Mauro Tassotti; 19 января 1960, Рим) — итальянский футболист, защитник. Ассистент главного тренера в команде «Милан Футуро».

## Карьера
Мауро Тассотти начал карьеру в клубе «Лацио», дебютировав за клуб 5 ноября 1978 года в матче с «Асколи». В «Лацио» Тассотти провёл 2 сезона, а затем перешёл в «Милан», в тот момент выступавший в серии В, куда попал из-за скандала в итальянском футболе. В рядах «миланелло» Тассотти дебютировал 24 августа 1980 года в матче с клубом «Катания». Сразу по приходе в «Милан», Тассотти стал игроком основы «россонери», но начало 1980-х годов не было удачным для миланского клуба, в те годы трофеев не завоёвывавшего. С приходом на тренерский мостик «Милана» Арриго Сакки, игра команды изменилась, коснулась она и обороны, ставшей действовать «зонно», а сам Тассотти был одним из самых уважаемых и незаменимых игроков клуба, он даже стал вице-капитаном команды. С Сакки, а затем со сменившим его Фабио Капелло, «Милан» стал одной из лучших команд того времени, выиграв 5 «скудетто», 4 суперкубка Италии, 3 Лиги чемпионов, 3 суперкубка УЕФА и 2 межконтинентальных кубка.
Когда я прибыл в «Милан», я был безобразен, плох и слаб; я был определённо плох, но «Милан» изменил меня и как человека, и как футболиста.Мауро Тассотти

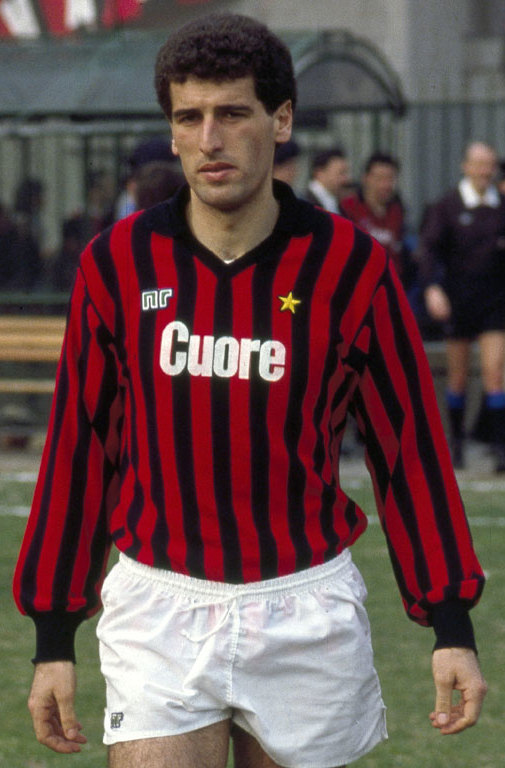
Мауро Тассотти в игре за «Милан», сезон 1983/84

В сборной Италии Тассотти дебютировал 14 октября 1992 года в матче со Швейцарией. В 1994 году Тассотти поехал на чемпионат мира, главный тренер сборной, бывший наставник Тассотти в «Милане» Арриго Сакки решил построить оборону национальной команды на основе оборонительной линии «Милана», но в первом же матче итальянцы проиграли Ирландии, а потому несколько игроков, включая Тассотти, были посажена на скамью запасных. В четвертьфинале турнира Тассотти вышел в стартовом составе сборной, но в том матче Тассотти ударил локтем в лицо Луиса Энрике, несмотря на то, что арбитр встречи не удалил Тассотти, после игры он получил длительную девятиматчевую дисквалификацию. Этот матч с Испанией стал для Тассотти последним в составе «Скуадры адзурры»
В возрасте 37 лет, Тассотти решил завершить свою карьеру, свой последний матч он провёл 1 июля 1997 года с «Кальяри», играя на позиции центрального полузащитника. Всего Тассотти провёл 404 игры в серии А и 65 матчей в серии В, из них 428 — в составе «Милана». Тассотти забил 10 голов — 8 в чемпионате Италии, 1 в кубке Италии и 1 в кубке европейских чемпионов, это гол, ставший последним голом Тассотти в карьере, он забил 30 сентября 1992 года в ворота словенского клуба «Олимпия» Любляна.
После окончания карьеры игрока, Тассотти остался в «Милане», став тренером молодёжного состава «россонери», который он привёл к двум чемпионским званиям в Торнео ди Вьяреджо в 1999 и 2001 годах. В том же 2001 году Тассотти стал помощником исполняющего обязанности главного тренера Чезаре Мальдини, а после этого стал ассистентом главного тренера клуба Карло Анчелотти.
13 января 2014 года, после увольнения Массимилиано Аллегри и до прихода Кларенса Зеедорфа на пост главного тренера, Тассотти был назначен исполняющим обязанности главного тренера «Милана».
С 2016 до конца июля 2021 года — ассистент главного тренера сборной Украины Андрея Шевченко.

## Факты биографии
В мае 1986 года Мауро Тассоти женился на Антонелле Перабони, родившей ему двоих детей: сына Никола и дочку Лукрецию. 13 февраля 1997 года Антонелла умерла от рака в возрасте 32 лет.
Своими футбольными отцами Тассотти считает Нильса Лидхольма, который вселил в Мауро уверенность в своих силах и психологию победителя, и Арриго Сакки сделавший упор не только на «физику», но и на моральный фон своих подопечных, что было новым явлением в итальянском футболе.

## Клубная статистика
| Клуб             | Сезон            | Чемпионат | Чемпионат | Кубок | Кубок | Еврокубки | Еврокубки | Прочие | Прочие | Всего | Всего |
| Клуб             | Сезон            | Игры      | Голы      | Игры  | Голы  | Игры      | Голы      | Игры   | Голы   | Игры  | Голы  |
| ---------------- | ---------------- | --------- | --------- | ----- | ----- | --------- | --------- | ------ | ------ | ----- | ----- |
| Лацио            | 1978/79          | 14        | 0         | 1     | 0     | -         | -         | -      | -      | 15    | 0     |
| Лацио            | 1979/80          | 27        | 0         | 5     | 0     | -         | -         | -      | -      | 32    | 0     |
| Милан            | 1980/81          | 33        | 0         | 3     | 0     | -         | -         | -      | -      | 36    | 0     |
| Милан            | 1981/82          | 24        | 0         | 4     | 0     | -         | -         | 5      | 0      | 33    | 0     |
| Милан            | 1982/83          | 32        | 0         | 9     | 1     | -         | -         | -      | -      | 41    | 1     |
| Милан            | 1983/84          | 30        | 1         | 7     | 0     | -         | -         | -      | -      | 37    | 0     |
| Милан            | 1984/85          | 24        | 1         | 10    | 0     | -         | -         | -      | -      | 34    | 1     |
| Милан            | 1985/86          | 28        | 0         | 6     | 0     | 6         | 0         | 2      | 0      | 42    | 0     |
| Милан            | 1986/87          | 25        | 1         | 4     | 0     | -         | -         | -      | -      | 29    | 1     |
| Милан            | 1987/88          | 28        | 0         | 7     | 0     | 4         | 0         | -      | -      | 39    | 0     |
| Милан            | 1988/89          | 32        | 2         | 3     | 0     | 9         | 0         | 1      | 0      | 43    | 2     |
| Милан            | 1989/90          | 29        | 3         | 2     | 0     | 9         | 0         | 1      | 0      | 41    | 3     |
| Милан            | 1990/91          | 28        | 0         | 2     | 0     | 6         | 0         | 1      | 0      | 37    | 0     |
| Милан            | 1991/92          | 33        | 0         | 5     | 0     | -         | -         | -      | -      | 38    | 0     |
| Милан            | 1992/93          | 27        | 0         | 5     | 0     | 9         | 1         | 1      | 0      | 42    | 1     |
| Милан            | 1993/94          | 21        | 0         | 1     | 0     | 10        | 0         | 2      | 0      | 34    | 0     |
| Милан            | 1994/95          | 12        | 0         | 4     | 0     | 7         | 0         | 2      | 0      | 25    | 0     |
| Милан            | 1995/96          | 15        | 0         | 2     | 0     | 3         | 0         | -      | -      | 20    | 0     |
| Милан            | 1996/97          | 10        | 0         | 1     | 0     | 1         | 0         | -      | -      | 12    | 0     |
| Всего за Милан   | Всего за Милан   | 429       | 8         | 75    | 1     | 64        | 1         | 15     | 0      | 583   | 10    |
| Всего за карьеру | Всего за карьеру | 470       | 8         | 81    | 1     | 64        | 1         | 15     | 0      | 630   | 10    |

## Достижения

### Командные
- Чемпион Италии: 1988, 1992, 1993, 1994, 1997
- Обладатель суперкубка Италии: 1988, 1992, 1993, 1994
- Обладатель кубка европейских чемпионов: 1989, 1990, 1994
- Обладатель суперкубка УЕФА: 1989, 1990, 1994
- Обладатель межконтинентального кубка: 1989, 1990

### Личные
- Лауреат премии Гаэтано Ширеа (1996)
- Введён в зал славы футбольного клуба «Милан»